# Döhlau

Wappen der Rabensteiner zu Döhlau aus Siebmachers Wappenbuch

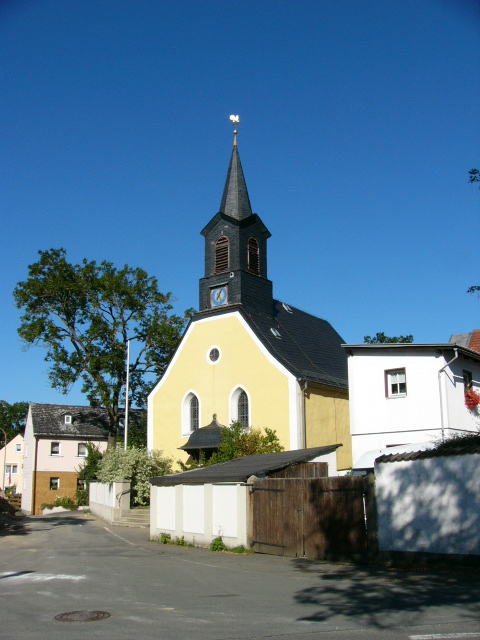
Kirche

Döhlau ist eine Gemeinde im oberfränkischen Landkreis Hof. Sie liegt im Bayerischen Vogtland und grenzt an die kreisfreie Stadt Hof.

## Geographie

### Lage
Die Gemeinde liegt landschaftlich reizvoll im äußersten Norden des Fichtelgebirges, der namengebende Hauptort liegt am Nordfuß des Kotzauer Berges (575 m ü. NHN) im Tal des Nonnenbaches. Dieser fließt westnordwestwärts und mündet kurz nach der Bebauungsgrenze von rechts in die Saale. Dieser Fluss ist dort schon Grenzfluss zur Stadt Hof, gegenüber liegt deren Stadtteil Moschendorf. Die Saale bleibt auch weiter flussabwärts meist Gemeindegrenze bis etwa hinab zur Mündung der Südlichen Regnitz, des größten die Gemeinde durchfließenden Gewässers.

### Nachbargemeinden
Döhlau bildet mit dem Markt Oberkotzau und der Stadt Hof nach dem Landesentwicklungsplan einen Ländlichen Raum mit Verdichtungsansätzen.
| Hof (Saale) |                                             | Gattendorf (Oberfranken) |
|             | Kompassrose, die auf Nachbargemeinden zeigt | Regnitzlosau             |
| Oberkotzau  |                                             | Rehau                    |

### Gemeindegliederung
Die Gemeinde hat sieben amtlich benannte Gemeindeteile (in Klammern ist der Siedlungstyp angegeben):
- Döhlau (Pfarrdorf)
- Kautendorf (Pfarrdorf)
- Lahmreuth (Einöde)
- Neudöhlau (Dorf)
- Neutauperlitz (Dorf)
- Stumpfhof (Einöde)
- Tauperlitz (Pfarrdorf)

Es gibt auf dem Gemeindegebiet die Gemarkungen Döhlau, Tauperlitz und Kautendorf. Die Gemarkung Döhlau hat eine Fläche von 4,409 km² und ist in 1082 Flurstücke aufgeteilt, die eine durchschnittliche Fläche von 4075,14 m² haben. In ihr liegt neben dem namensgebenden Ort der Gemeindeteil Neudöhlau.

## Geschichte
Die erste urkundliche Erwähnung von Döhlau datiert auf das Jahr 1348. Der Ort war namensgebend für das Geschlecht der Rabensteiner zu Döhlau, das die von Döhlau ablöste. Die Familie von Uttenhofen saß auf der Turmhügelburg Tauperlitz, die um 1343 zerstört wurde. In Döhlau besaßen die Herren von Pühel ein Rittergut. Der Ort fiel mit dem hohenzollernschen, seit 1791 preußischen Fürstentum Bayreuth im Frieden von Tilsit 1807 an Frankreich und kam 1810 zum Königreich Bayern. Im Zuge der Verwaltungsreformen in Bayern entstand mit dem Gemeindeedikt von 1818 die heutige Gemeinde.

### Eingemeindungen
Im Zuge der Gebietsreform in Bayern wurde am 1. Mai 1978 die Gemeinde Tauperlitz mit den Orten Tauperlitz, Neutauperlitz und Stumpfhof eingemeindet und die Orte Kautendorf und Lahmreuth aus der aufgelösten Gemeinde Kautendorf eingegliedert.

### Einwohnerentwicklung
Von 1988 bis 2018 wuchs die Gemeinde von 3416 auf 3856 um 440 Einwohner bzw. um 12,9 %. Am 31. Dezember 2004 hatte die Gemeinde 4204 Einwohner.

## Politik

### Gemeinderat
Der Gemeinderat besteht aus 16 Mitgliedern und dem Ersten Bürgermeister als Vorsitzendem. Bei der Gemeinderatswahl am 15. März 2020 haben von den 3159 stimmberechtigten Einwohnern der Gemeinde Döhlau 2240 von ihrem Wahlrecht Gebrauch gemacht, dies entspricht einer Wahlbeteiligung von 70,91 %.

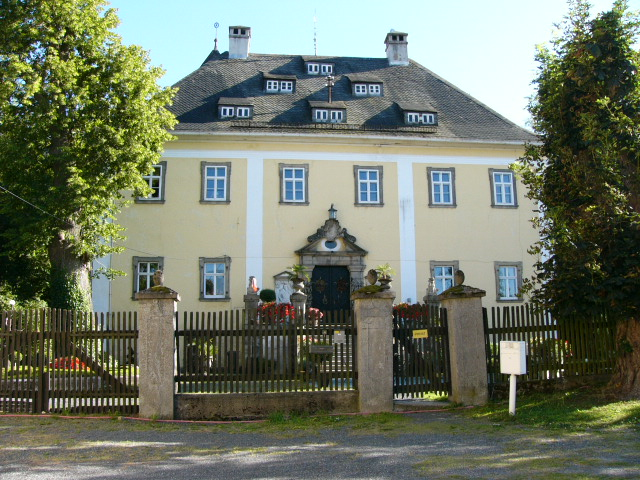
Schloss Döhlau

| Parteien:                                                   | Sitzverteilung 2014–2020 | Sitzverteilung seit 2020 |
| ----------------------------------------------------------- | ------------------------ | ------------------------ |
| SPD                                                         | 6 Sitze                  | 5 Sitze                  |
| Parteifreie Gemeinschaft Döhlau/Kautendorf/Tauperlitz (PFG) | 5 Sitze                  | 5 Sitze                  |
| CSU                                                         | 5 Sitze                  | 6 Sitze                  |

### Bürgermeister
Bei der Bürgermeisterwahl am 15. März 2020 erreichte der Kandidat der CSU, Fritz Walther, 32,51 %, der Kandidat der SPD, Marc Ultsch 47,35 % und Lindner von der PFG 20,14 % der Stimmen, also erzielte kein Bewerber die absolute Mehrheit. Bei der Stichwahl am 29. März 2020 zwischen Walther und Ultsch wurde Ultsch mit einem Stimmenanteil von 63,77 % gewählt.

### Wappen
| Wappen von Döhlau | Blasonierung: „Unter silbernem Schildhaupt, darin ein oben gezinnter schwarzer Balken, in Rot drei im Dreipass gestellte geharnischte silberne Beine, bewinkelt von drei silbernen heraldischen Lilien.“ |
| Wappen von Döhlau | Wappenbegründung: Die Gemeinde Döhlau besteht seit 1978 aus den ehemals selbstständigen Gemeinden Döhlau, Kautendorf und Tauperlitz. Die zentrale Figur im Gemeindewappen entstammt dem Wappen der Herren von Rabenstein, die 1398 erste Güter in Tauperlitz erwarben. Das Schloss von Döhlau war Sitz der Familie bis 1643. Sie stiftete 1445 die Schlosskirche, in der Grabdenkmäler aus dem 17. Jahrhundert an diese Familie erinnern. Die Lilien sind dem Wappen der Herren von Pühel entnommen, die 1652 in den Besitz der Rabensteiner Güter in Döhlau gekommen sind. Der Zinnenbalken im Schildhaupt ist das Wappen der Herren von Uttenhofen (Utenhofen), die im 14. Jahrhundert das Rittergut Tauperlitz besaßen. Die Zinnen versinnbildlichen zugleich die alten Wallbefestigungen in Tauperlitz und Kautendorf. Dieses Wappen wird seit 1987 geführt. |

## Kultur und Sehenswürdigkeiten

### Bau- und Bodendenkmäler
- St. Peter und Paul (Döhlau)
- Schloss Döhlau (befindet sich in Privatbesitz)
- Martinskirche Kautendorf
- Gedenkstein Thea von Harbou in Tauperlitz

### Quellitzsee
Im Gemeindeteil Tauperlitz liegt der Quellitzsee. Er wurde in den 1970er Jahren angestaut und dient als Naherholungsgebiet.
Dort gibt es eine Liegewiese mit Babybecken und einen Nichtschwimmer-Bereich sowie Tennis- und Fußballanlagen.
Am letzten Wochenende des Monats Juni findet das Tauperlitzer Seefest mit Fahrgeschäften, Bierzelt- und Biergartenbetrieb und einem Feuerwerk statt.

### Vereine
- Teamkral e. V., Radsportverein
- ASGV Döhlau e. V., Allgemeiner Sport- und Gesangsverein
- Theatergruppe des BSC Tauperlitz. In den Monaten März bis Anfang April spielt die Tauperlitzer Theatertruppe jedes Jahr im Döhlauer Rathaussaal ein lustiges Theaterstück.

## Bildung
- Gemeindekindergarten Döhlau
- Von-Pühel-Schule Tauperlitz

## Söhne und Töchter der Gemeinde

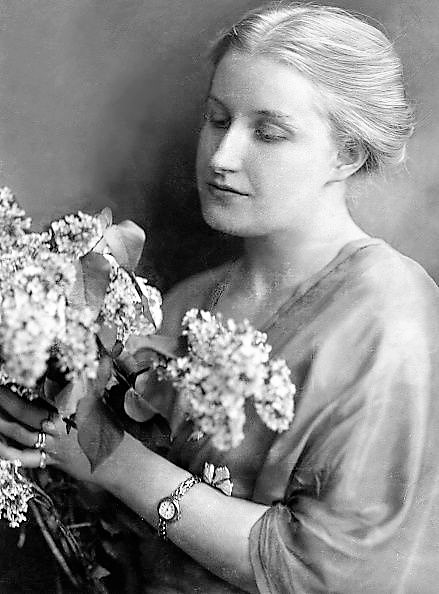
Thea von Harbou

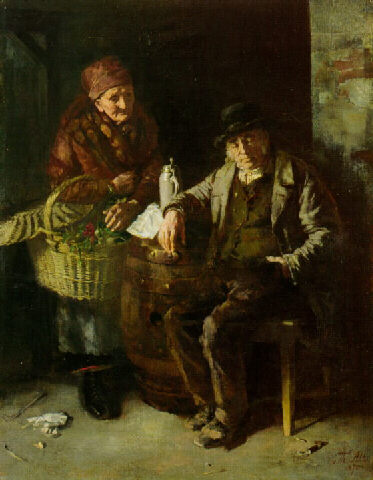
Gemälde Altes Bauernpaar bei der Brotzeit von Theodor Alt

- Im Gemeindeteil Tauperlitz wurde am 27. Dezember 1888 die Schauspielerin und Autorin Thea von Harbou geboren. Sie starb am 1. Juli 1954 in Berlin.
- Im Gemeindeteil Döhlau wurde am 23. Januar 1846 der Maler Theodor Alt geboren. Er starb am 8. Oktober 1937 in Ansbach.